# Chlamydomonas ohioensis
Chlamydomonas ohioensis là một loài tảo trong họ Chlamydomonadaceae, thuộc chi Chlamydomonas.